# (38591) 1999 XZ116
1999 XZ116 (asteroide 38591) é um asteroide da cintura principal. Possui uma excentricidade de 0.22584540 e uma inclinação de 10.09168º.
Este asteroide foi descoberto no dia 5 de dezembro de 1999 por CSS em Catalina.